# Comté de Franklin (Illinois)
Pour les articles homonymes, voir Comté de Franklin.
Le comté de Franklin (en anglais : Franklin County) est un comté de l'État américain de l'Illinois.

## Comtés voisins
|                              | Nord: Comté de Jefferson |                           |
| Ouest : Comté de Perry       | Comté de Franklin        | Est : Comté de Hamilton   |
| Sud-Ouest : Comté de Jackson | Sud: Comté de Williamson | Sud-Est : Comté de Saline |

## Transports
- Interstate 57
- Illinois Route 14
- Illinois Route 34
- Illinois Route 37
- Illinois Route 148
- Illinois Route 149

## Villes
- Benton
- West Frankfort
- Zeigler
- Valier
- Sesser
- Ewing
- Royalton
- Thompsonville

## Démographie
| Groupe                           | Comté de Franklin | Illinois | États-Unis |
| -------------------------------- | ----------------- | -------- | ---------- |
| Blancs                           | 97,7              | 71,5     | 72,4       |
| Métis                            | 1,2               | 2,3      | 2,9        |
| Afro-Américains                  | 0,3               | 14,6     | 12,6       |
| Asiatiques                       | 0,3               | 4,6      | 4,8        |
| Autres                           | 0,3               | 6,7      | 6,4        |
| Amérindiens                      | 0,3               | 0,3      | 0,9        |
| Total                            | 100               | 100      | 100        |
|                                  |                   |          |            |
| Hispaniques et Latino-Américains | 1,2               | 15,8     | 16,7       |

Selon l'American Community Survey, pour la période 2011-2015, 97,66 % de la population âgée de plus de 5 ans déclare parler l'anglais à la maison, 1,16 % déclare parler l'espagnol et 1,17 % une autre langue.